# Sop 1
Sop I est un village du Cameroun situé dans la commune de Ndu. Il est rattaché au département du Donga-Mantung, dans la région du Nord-Ouest.

## Géographie
Sop est situé au sud-est de la commune de Ndu, à côté du village de Ngulu et à quelques kilomètres au Sud de Tsi et Sina.

## Climat
Le climat, de type soudano-guinéen, est marqué par deux saisons et une pluviométrie unimodale. Durant la saison sèche, de novembre à mi-mars, les précipitations sont moindres, en particulier pendant les mois de janvier et février où les précipitations atteignent des valeurs proches de zéro. Pendant la saison des pluies, les précipitations dépassent parfois 400 mm par mois, en particulier en juillet, août et septembre. Chaque année, les précipitations vont de 1 300 à 3 000 mm, avec une moyenne de 2 000 mm.

## Population
Le Bureau central des recensements et des études de population (BCREP) a réalisé un recensement en 2005 qui évaluait à 459 le nombre d'habitants ; ce chiffre inclut 202 hommes et 254 femmes.
Le village de Sop fait partie, avec les villages de Njirong et Ntumbaw, de la chefferie Warr. Les gens de Warr (les Wiwarrs) se sont installés à Mbirbo, dans le village de Mbot (Nkambe Central) après être arrivés de Kimi. Après le décès de leur premier chef, des conflits s'ensuivirent, entraînant des mouvements dans diverses directions. Des groupes se sont installés dans la région du Ndu (Ntumbaw, Sop et Njirong) ; depuis leurs arrivées à ces endroits, seuls les habitants de Sop ont déménagé vers Bamoum dans la région de l'ouest avant de revenir au XIXe siècle à Sop.

## Économie
Plus de 90 % des villageois de la commune de Ndu vivent de l’agriculture. La diversité des sols de la région permet de cultiver une grande variété de produits. Ainsi on peut trouver de la culture d’huile de palme et de riz en basse altitude et des plantations de pomme de terre irlandaise en haute altitude. Les autres cultures fréquentes incluent le thé, l’huile de palme, les plantations de café, de riz, de maïs, de haricots, de pommes de terre, d'ignames ainsi que de bananes plantains. Divers systèmes de production agricole sont employés, parmi lesquels la jachère, la culture mixte, la monoculture, la culture continue et l'agriculture commerciale.
L’élevage est une activité structurante de la commune. Les bovins, chevaux, chèvres, moutons et volailles y sont nombreux. Les villageois de Sop pratiquent aussi la chasse ainsi que l’exploitation forestière.

## Système éducatif
Le village de Sop comprend plusieurs écoles primaires parmi lesquelles : la CBC Mbaw Sop, la CS Sop Farm, la GS Sop. Des écoles sont aussi situées dans les villages alentour de Ngvu, Ntaba et Nsam.
Sop comprend aussi un établissement d’enseignement secondaire, le GTC Sop.

## Santé et hôpitaux
Il y a un centre de soins, le Sop IHC.

## Réseau routier
Une des deux routes régionales de la commune passe par Sop et relie les villages de Kakar, Mbandung, Ntumbaw et Ntaba. Une route rurale relie Sop à Nsam.

## Tourisme
Il y a une grotte à Sop. On a retrouvé dans les grottes de la région la présence de suie et de pots cassés. Ces trouvailles permettent de considérer ces grottes comme ayant servi de refuges aux populations locales dans un temps ancien.